# Nokesville (Virginia)
Nokesville es un lugar designado por el censo en el  condado de Prince William, Virginia  (Estados Unidos). Según el censo de 2010 tenía una población de 1.354 habitantes.

## Demografía
Según el censo del 2000, Nokesville tenía 1.236 habitantes, 439 viviendas, y 363 familias. La densidad de población era de 50,4 habitantes por km².
De las 439 viviendas en un 33%  vivían niños de menos de 18 años, en un 67,9%  vivían parejas casadas, en un 10% mujeres solteras, y en un 17,1% no eran unidades familiares. En el 14,4% de las viviendas  vivían personas solas el 5,2% de las cuales correspondía a personas de 65 años o más que vivían solas. El número medio de personas viviendo en cada vivienda era de 2,82 y el número medio de personas que vivían en cada familia era de 3,09.
Por edades la población se repartía de la siguiente manera: un 26,1% tenía menos de 18 años, un 7,1% entre 18 y 24, un 26% entre 25 y 44, un 29,8% de 45 a 60 y un 11,1% 65 años o más.
La edad media era de 41 años.  Por cada 100 mujeres de 18 o más años  había 98,3 hombres.
La renta media por vivienda era de 63.793$ y la renta media por familia de 68.611$. Los hombres tenían una renta media de 41.875$ mientras que las mujeres 27.188$. La renta per cápita de la población era de 24.765$. Ninguna de las familias y el 0,8% de la población estaban por debajo del umbral de pobreza.

## Localidades adyacentes
El siguiente diagrama muestra a las localidades más próximas a Nokesville.